# التهاب حول الظفر
التهاب حول الظفر أو التهاب حتار الظفر أو داحس (بالإنجليزية: Paronychia)‏ هو التهاب يصيب حافة الظفر حيث يصبح الجلد أحمرًا ومنتفخًا وبه ألم أيضًا ثم تسبب البكتيريا وتسمى المكورات العنقودية خراجا مليئا بالقيح مما يستدعي الرعاية السريعة لتجنب تطور الخراج.

## أنواعداحسالظفر
هناك نوعان من داحس الظفر: الداحس السطحي والداحس العميق.

### داحس الظفر السطحي أو الحاد
يقع الداحس السطحي على هامش الإصبع وهو عبارة عن التهاب سريع وتورم واحمرار، ويترافق مع ألم شبيه بالخفقان.

### داحس الظفر العميق أو المزمن
الداحس المزمن هو تطور طبيعي للداحس السطحي الذي أهمل علاجه وبالتالي انتشرت العدوى لتصل إلى الأغماد من الأوتار العضلية للأصابع وأيضًا الأوتار المثنية لليد وهو يسبب صعوبة في انحناء الإصبع المصاب يترافق مع التهاب شديد وانتفاخ في المنطقة المتضررة وقد تصاحبه حمى.

## أسباب داحس الظفر
الداحس هو مرض شائع إلى حد كبير وهو يصيب الجلد حول الأظافر وقد يحدث بسبب قضم الأظافر أو تقليمها بشكل خاطئ أو دحر البشرة المحيطة بها أو جرح.

## علاج داحس الظفر
يختلف علاج داحس الظفر حسب شدته ونوعه فالداحس السطحي يحتاج فقط إلى ترطيبه للتخلص من القيح وللقيام بذلك يكفي نقع الأظافر المصابة في الماء الدافئ مع الملح الخشن أو استعمال المطهرات التي تباع في الصيدلية مثل Hexomédine وبعد خروج القيح وظهور الجرح نظيفا، فمن المستحسن تطبيق كمادات الكحول 60 درجة، وتغييرها بشكل متكرر حتى يعود الظفر لمظهره الطبيعي إضافة إلى العلاج بالمضادات الحيوية الفموية مثل الأموكسيسيللين وحمض الكلافولينيك (أوغمنتين) أو الكليندامايسين (سليوسين) وإذا بقي الإصبع منتفخا وبه ألم، فلابد من استشارة الطبيب فورا.
و يمكن أيضا حل المشكلة في المنزل عن طريق وضع ليمونة طازجة حول المنطقة المصابة طوال الليل حيث يعمل الليمون كمطهر.
أما في حالة داحس الظفر المزمن فإن العلاج المبدئي يتضمن الابتعاد عن العوامل المحرضة مثل التعرض للرطوبة والمحافظة على المنطقة المصابة جافة كما يجب تجنب تشذيب ومص الأصابع أما العلاج المبدئي فإنه يتضمن تطبيق مراهم مضادة للفطور؛ حيث يستخدم الميكونازول، أما الكيتوكونازول أو الفلوكونازول فهما يستخدمان في الحالات الشديدة أما مرضى داء السكري ذوو المناعة الضعيفة فإنهم يحتاجون إلى علاج مكثف لأن استجابتهم للعلاج تكون ضعيفة.

## العلاج الجراحي
إذا لم يشف داحس الظفر بالعلاج الدوائي أو في حال تطور خراج يلجأ للعلاج الجراحي حيث يلجأ للشق والتنظيف.

## الوقاية من داحس الظفر
ينبغي أن يعامل داحس الظفر بسرعة لأن العدوى يمكن أن تنتشر إلى العظام السلامية فيصبح بتر قطعة من الإصبع ضروريًّا لتجنب الغرغرينا التي تعتبر من المضاعفات النادرة جدا لمرض داحس الظفر الذي يمكن تجنبه باتباع بعض القواعد البسيطة:
- التوقف عن قضم الأظافر.
- التوقف عن تمزيق الجلد حول الأصابع.
- عند ظهور قطع صغيرة من الجلد حول الظفر فالأفضل قطعها باستعمال مقص.